# 日枝神社 (酒田市日吉町)
日枝神社（ひえじんじゃ）は、山形県酒田市日吉町にある神社。東方の浜田地区にある日枝神社（上日枝神社）に対して、下日枝神社（しもひえじんじゃ）とも呼ばれ、両神社の5月19日〜21日の例大祭（山王祭）は、酒田祭として大々的に催される。

## 概要
酒田市の西部、最上川河口付近の北側、日和山公園の北東に鎮座している。
創建は不詳だが、天文年間〜永禄年間（16世紀半ば/1500年代半ば）頃とされる。その後何度かの遷座を経て、1712年（正徳2年）に現在地に落ち着いた。
その後2回の火災焼失を経て、現社殿は1784年（天明4年）に本間光丘によって建立された。

## 祭神
- 大己貴神
- 大山咋神
- 胸肩仲津姫神

## 境内
- 随神門
- 山王鳥居